# Teatru de gherilă
Teatrul de gherilă este o formă de comunicare de gherilă inițiată în 1965 de către trupa de pantomimă San Francisco Mime Troupe⁠(d), care, în spiritul scrierilor lui Che Guevara, de la care este preluat termenul de gherilă, a oferit spectacole în locuri publice pentru a impulsiona unele „schimbări socio-politice revoluționare”. Spectacolele trupei, îndreptate împotriva războiului din Vietnam și a capitalismului, conțineau uneori nuditate, blasfemii și subiecte tabu care erau șocante pentru unii membri ai publicului de la acea vreme.
Termenul gherilă (provenit din cuvântul spaniol guerrilla, mic război), aplicat evenimentelor teatrale, descrie actul spectacolelor spontane, surpriză, în spații publice improbabile, în fața unui public nesperat. De obicei, aceste spectacole intenționează să atragă atenția asupra unei probleme politice/sociale prin satiră, protest și tehnici carnavalești. Multe dintre aceste spectacole au fost un rezultat direct al mișcărilor sociale radicale de la sfârșitul anilor 1960 până la mijlocul anilor 1970. Teatrul de gherilă, denumit și spectacol de gherilă, a fost uneori asemănat cu teatrul agitprop din anii 1930, dar se diferențiază de agitprop prin includerea metodelor dadaiste.

## Origini
Termenul de teatru de gherilă a fost inventat de Peter Berg, care, în 1965, i l-a sugerat lui RG Davis drept titlu pentru eseul său despre acțiunile trupei de pantomimă din San Francisco, eseu care a fost publicat pentru prima dată în 1966. Termenul „gherilă” a fost inspirat de un pasaj dintr-un eseu al lui Che Guevara din 1961, care spunea:
„Luptătorul de gherilă are nevoie de tot ajutorul poporului... Pornește chiar de la început de la intenția de a distruge o ordine nedreaptă, adică de la intenția de a... înlocui ceva vechi cu ceva nou.”
Davis studiase mimica și dansul modern în anii 1950 și descoperise commedia dell'arte. În toamna anului 1966, aproximativ 20 de membri ai Trupei de Mimă din San Francisco s-au desprins și au înființat propriul lor colectiv sub numele de Diggers, care și-a luat numele de la un grup de radicali din secolul al XVII-lea din Anglia .

## Teatrul de gherilă în practică
Teatrul de gherilă își împărtășește originile cu multe forme de protest politic și teatru de stradă, inclusiv agitprop (agitație-propaganda), carnaval, parade, concursuri, protest politic, artă spectacol, întâmplări și, mai ales, mișcarea Dada și arta de gherilă. Deși această mișcare este studiată pe scară largă în sălile de istorie a teatrului, cantitatea de cercetare și documentare a teatrului de gherilă lipsește în mod surprinzător. Termenul „Teatrul Guerrilla” pare să fi apărut la mijlocul anilor 1960 în primul rând ca rezultat al grupurilor de teatru radical activist, cum ar fi The Living Theatre, San Francisco Mime Troupe⁠(d), Bread and Puppet Theatre, El Teatro Campesino și Free Southern Theatre. Are, de asemenea, rădăcini importante în „întâmplările” lui Allan Kaprow.
Primele spectacole de gherilă documentate pe scară largă au fost realizate sub conducerea lui Abbie Hoffman⁠(d) și a Partidului Internațional al Tineretului (Yippies). Unul dintre cele mai mediatizate evenimente ale acestora a avut loc la 24 august 1967, la Bursa de Valori din New York, unde Hoffman și alți Yippies au aruncat bancnote de un dolar pe ringul de tranzacționare de mai jos. Creând o frenezie mediatică, evenimentul a fost mediatizat la nivel internațional. În publicația sa ulterioară, Soon to be a Major Motion Picture (1980), Hoffman se referă la aparițiile sale televizate cu tactici subversive special planificate ca fiind "teatru de gherilă".
Teatrul de gherilă a fost folosit ca o demonstrație de protest de către organizația anti-război Vietnam Veterans Against the War. Un articol publicat în vara anului 1971 în revista Ramparts oferea detalii despre o astfel de manifestare din Washington, D.C.:
„O echipă de soldați s-a deplasat prin partea adiacentă Capitoliului SUA. Erau soldați cu un aspect murdar, îmbrăcați în uniforme de junglă și cu pălării "boonie" cu boruri largi întoarse în sus. Sărind un gard jos, au început să strige la un grup de turiști. 'În regulă. Stați așa. Stați așa. Nimeni nu mișcă. Nimeni nu mișcă. Vocile lor erau pline de tensiune și furie. Un bărbat a ieșit din mulțime și a început să alerge. Mai mulți soldați au tras deodată, iar bărbatul a căzut, strângându-și stomacul. Sângele se putea vedea pe trotuarul curat. Turiștii s-au întors cu groază. "Faceți un bilanț al cadavrelor", a strigat un soldat. 

O altă echipă de soldați a ieșit de sub treptele Capitoliului. 'În regulă. IDENTIFICARE. Identificare", au strigat. "Nu ai niciun act de identitate și ești VC." Au prins rapid o tânără și au dus-o departe, legându-i încheieturile mâinilor la spate și împungând-o cu puștile.... Au apucat [un] tânăr și l-au aruncat la pământ, legându-i mâinile la spate. Câțiva dintre soldați l-au lovit cu piciorul, arătând că doresc sa îl țintească în zona inghinală.
Apoi, cineva a scos un cuțit de vânătoare lung și gros și a ridicat cămașa bărbatului, ținând cuțitul la stomacul gol al acestuia și împingându-l ușor. "Ești VC? Ești VC? Bărbatul nu a spus nimic. A fost împins în picioare și împins din nou în jos. Apoi i s-a spus să se ridice. De data aceasta, cuțitul a fost împins în partea laterală a gâtului său, iar aceeași întrebare a fost repetată. Tot niciun răspuns. Bărbatul a fost târât departe.... Apoi soldații au plecat, iar un grup mai mic și mai puțin furios de bărbați îmbrăcați în uniforme kaki a împărțit pliante turiștilor uimiți.

"Un pluton de infanterie americană tocmai a trecut pe aici!", scria cu litere mari și îngroșate pe hârtia de culoare roz. "Dacă ați fi fost vietnamezi... Poate că v-am fi ars casa. Poate că v-am fi împușcat câinele. S-ar putea să te fi împușcat... AJUTĂ-NE SĂ PUNEM CAPĂT RĂZBOIULUI ÎNAINTE CA FIUL TĂU SĂ FIE TRANSFORMAT ÎNTR-UN MĂCELAR SAU ÎNTR-UN CADAVRU.”

## Teatru de spectacol după anii 1970
Un alt grup de performance de gherilă care a continuat utilizarea termenului a fost Guerrilla Girls⁠(d). Acest grup de artiste-activiste feministe a fost înființat în New York în 1985 cu scopul de a atrage atenția asupra lipsei femeilor artiste în marile galerii de artă și muzee. Guerrilla Girls și-au început activitatea prin tactici de artă de gherilă, care s-au extins pentru a include teatrul de gherilă. Unele practici comune în tehnicile lor de teatru de gherilă, care au fost replicate de alte grupuri, includ apariția în costume, folosirea de nume false și deghizarea identității lor.

## Grupuri de teatru de gherilă
Originile și moștenirea teatrului de gherilă pot fi văzute în munca acestor grupuri politice/performanțe:
- - ACT UP⁠(d)
  - Billionaires for Bush⁠(d)
  - Billionaires for Wealthcare⁠(d)
  - Bread and Puppet Theater⁠(d)
  - The Church of Euthanasia⁠(d)
  - Circus Amok⁠(d)
  - Clandestine Insurgent Rebel Clown Army⁠(d)
  - El Teatro Campesino⁠(d)
  - Free Southern Theater⁠(d)
  - Reclaim the Streets⁠(d)
  - Reverend Billy and the Church of Stop Shopping⁠(d)
  - San Francisco Mime Troupe⁠(d)
  - Situationism
  - Vietnam Veterans Against the War⁠(d)
  - Youth International Party⁠(d) (Yippies)
  - FEMEN